# Simpatico (Album)
Simpatico ist ein Jazzalbum von Ken Vandermark & The Vandermark 5. Die am 12. und 13. Dezember 1998 in den Airwave Studios, Chicago entstandenen Aufnahmen erschienen am 8. Juni 1999 auf Atavistic Records.

## Hintergrund
Es war die dritte Aufnahme der Vandermark 5, die erste, bei der Dave Rempis als Saxophonist an die Stelle von Mars Williams trat. Ken Vandermark und Dave Rempis spielen zusammen mit dem Posaunisten/Gitarristen Jeb Bishop, Kent Kessler am Bass und dem Schlagzeuger Tim Mulvenna. Die acht Stücke auf Simpatico sind allesamt Hommagen an verschiedene Jazz- und Improvisationsgrößen, die Vandermark auf die eine oder andere Weise beeinflusst haben.

## Titelliste
- The Vandermark 5: Simpatico (Atavistic ALP107CD)[2]
  1. Vent (for Glenn Spearman) 7:00
  2. Fact And Fiction (for Curtis Counce) 8:51
  3. Full Deck (for Jack Montrose) 5:20
  4. Anywhere Else (for Sheila Major) 9:58
  5. STHLM (for Mats Gustafsson) 9:09
  6. Cover to Cover (for Frank Butler) 8:30
  7. Point Blank (for Frank Rosolino) 8:41
  8. Encino (for John Carter) 8:01
- Alle Kompositionen stammen von Ken Vandermark.

## Rezeption
Thom Jurek verlieh dem Album im Allmusic vier Sterne und fand The Vandermark 5 bei ihrer dritten Aufnahmesession bemerkenswert. Die Holzbläser Ken Vandermark und Dave Rempis hätten zusammen mit Jeb Bishop, Kent Kessler und Tim Mulvenna einige der aufregendsten neuen Jazzstücke der Welt geschaffen. Dabei hätten sich Vandermark und seine Band sowohl von amerikanischen Jazzmusikern inspirieren lassen als auch das europäische Modell der Free-Jazz-Improvisation aufgegriffen und sich etwas ganz Eigenes ausgedacht: eine solide, grobkörnige, gefühlvoll funkig und stürmische Band, die die Seelen von Sun Ra, Steve Lacy, Albert Ayler und James Browns JBs in ihrem kollektiven Griff halte.
The Penguin Guide to Jazz merkt an, dass „Rempis ein überraschender Ersatz für Williams ist, und da er nur Alt spielt, wird die Tonpalette leicht eingeengt – obwohl dieses aufgeladene und hervorragend fokussierte Set sicherlich das [bislang] beste der Gruppe ist“.